# Micaela Josefa Quezada Borjas
Micaela Josefa Quezada Borjas, född 1795, död okänt år, var Honduras första dam 1824-1827 och Nicaraguas första dam 1830-1833 då hon var gift med president Dionisio Herrera. 